# Wikiknjige
Wikiknjige (angleško Wikibooks) je sorodni projekt Wikipedije. Wikiknjige so prosta spletna zbirka knjig in priročnikov, katere lahko ureja vsakdo.